# سارگپه معمولی

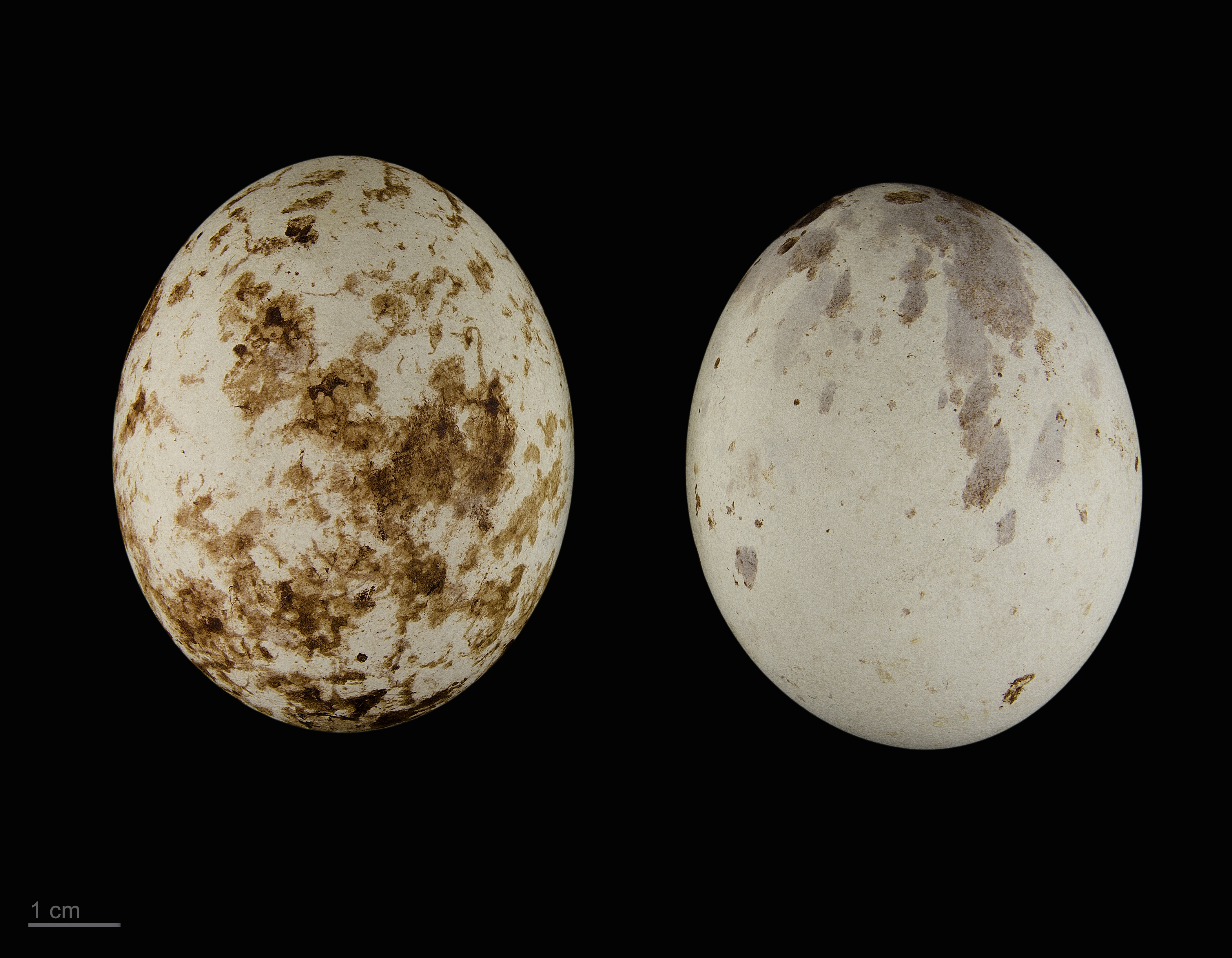
Buteo buteo

سارگَپه معمولی (به انگلیسی: Common buzzard) پرنده‌ای شکاری با جثه‌ای متوسط و بزرگ و توپُر، سری کوچک و گرد روی گردنی کلفت، بال‌های پهن و دم کوتاه. رنگ پر و بال بسیار متنوعی دارد. طرح کلی بدنش قهوه‌ای رنگ با خال‌های سفید، قهوه‌ای تیره و سیاه بر روی سطح پشتی، کمر و بال و خال‌های متراکم‌تر بر روی سطح شکمی و سینه‌هایش است.
سارگپه از راستهٔ بازسانان (Accipitriformes)، خانواده بازان (Accipitridae) است و از جانوران کوچک نظیر خرگوش و پرندگان کوچک‌تر تغذیه و نقش مهمی در کنترل جوندگان در طبیعت ایفا می‌کند.
سارگپهٔ معمولی قلمروطلب و اغلب تک‌همسر است و معمولاً تا پایان عمر همسرش با او می‌ماند. این ویژگی در پرنده‌های شکاری ایران کم پیش می‌آید.
سارگپهٔ معمولی پرنده‌ای است اندکی کم‌جنب‌وجوش که تنوع رنگی زیادی دارد و معمولاً از روی عادت‌های رفتاری، ژست‌های نشستن و گردن کوتاهش قابل شناسایی است.
سارگپهٔ معمولی در ایران دو زیرگونه دارد:
- سارگپهٔ هیرکانی Buteo buteo menetriesi
- سارگپهٔ دشتی[۵] Buteo buteo vulpinus